# Bolongo
Bolongo, parfois appelé Balongo, est une localité située dans le département de Ouahigouya de la province du Yatenga dans la région Nord au Burkina Faso.

## Géographie
Bolongo se trouve à 10 km au nord-ouest du centre de Ouahigouya, le chef-lieu de la province, à 1,5 km à l'est de Roba, et à 2 km au nord de la route nationale 2.

## Santé et éducation
Le centre de soins le plus proche de Bolongo est le centre de santé et de promotion sociale (CSPS) de Roba tandis que le centre hospitalier régional (CHR) de la province se trouve à Ouahigouya.
En 2012, le village a vu la réhabilitation de ses huit forages dans le cadre d'une coopération d'aide au développement entre la ville de Chambéry et l'État burkinabè.